# Yuan Yue
Yuan Yue (în chineză: 袁悦; pinyin: Yuán Yuè; Mandarin pronunciation: [ɥɛ̌n ɥê] ( ascultă); n. 25 septembrie 1998, Yangzhou⁠(d), Republica Populară Chineză) este o jucătoare de tenis din China. Cea mai bună clasare a sa la simplu este locul 36 mondial, în mai 2024, și locul 60 mondial la dublu, în  iunie 2025.

## Cariera profesională

### 2024: Primul titlu WTA, top 50
La Hobart International, a ajuns în semifinale după ce s-a calificat, salvând patru mingi de set împotriva Iuliei Putințeva. Ca urmare, a atins un nou record al carierei, locul 61, la 15 ianuarie 2024.
A ajuns în finală la ATX Open 2024 învingând-o pe Anhelina Kalinina, principala favorită.  A câștigat titlul învingând-o pe compatrioata Wang Xiyu, a șasea favorită. Ca urmare, a intrat în top 50 în clasament.